# 薩多韋 (博爾赫拉德區)
46°1′24″N 29°16′27″E / 46.02333°N 29.27417°E

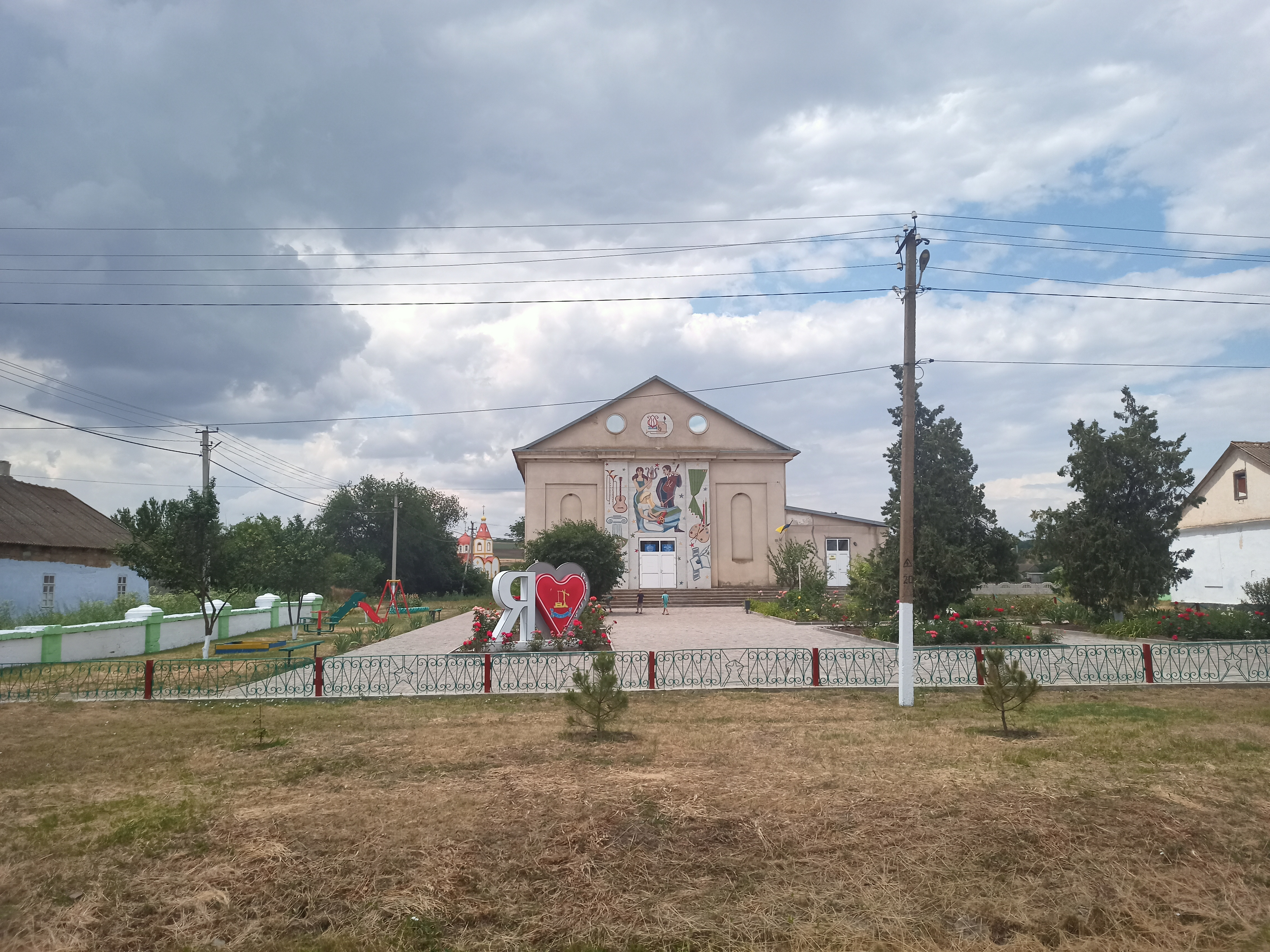
原为教堂的建筑

薩多韋（烏克蘭語：Садове）是位於烏克蘭西南部的村莊，由敖德萨州博爾赫拉德區的泰普利察市鎮負責管轄。該村始建於1818年，面積1.6平方公里，2001年人口1,020，人口密度每平方公里637.5人。